# (8163) Ishizaki
(8163) Ishizaki (1990 UF2) – planetoida z pasa głównego asteroid okrążająca Słońce w ciągu 3,39 lat w średniej odległości 2,26 au. Odkryta 27 października 1990 roku.